# Inma Serrano
Inma Serrano (Alacant, 1968) és una cantautora espanyola. Ha viscut a Alacant, Barcelona i Madrid i col·laborat amb diversos programes de televisió com Operación Triunfo i humanitaris com Cuarto Mundo.

## Discografia
- 1995 - Inma Serrano (Premio especial MTV España por vídeo "De sobra lo sabes")[2]
- 1997 - Cantos de sirena[2]
- 1999 - Rosas de papel (Disco de oro)
- 2003 - Soy capaz & Pequeñas joyas (doble cd)
- 2004 - Grandes éxitos
- 2006 - Polvo de estrellas (CD/DVD)
- 2008 - Inma I (primer disc en català d'Inma Serrano)
- 2009 - Inma II (versió en castellà)
- 2010 - Voy a ser sincera